# 南博山站
南博山站，位于中国 山东省淄博市博山区南博山村，建于1974年，为济南铁路局兖州车务段管辖的四等站。
客运车现只有辛泰铁路7053/4次普通旅客列车往返经停。

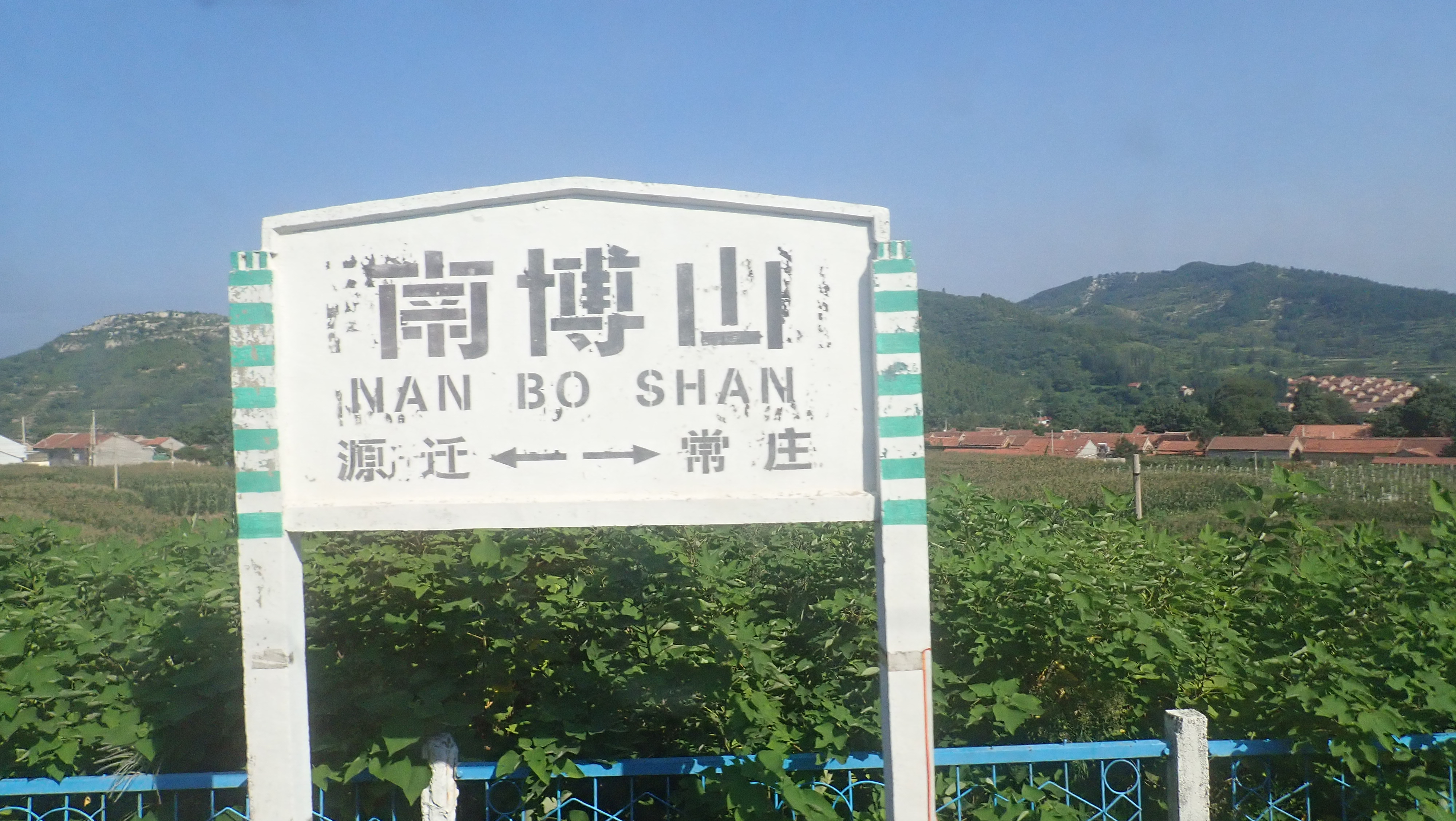
2018年，7054次列车上拍摄的南博山站站牌

其客货兼运。危险货物仅办理农药、化肥发到。